# Gasos de combustió
Els gasos d'escapament són gasos produïts com a resultat de la combustió de combustibles com ara gas natural, gasolina, combustible dièsel o carbó. Segons el tipus de motor, aquests gasos s'incorporen a l'atmosfera a través d'un tub d'escapament, per una xemeneia o tub vertical de canal o per un broquet de propulsió.

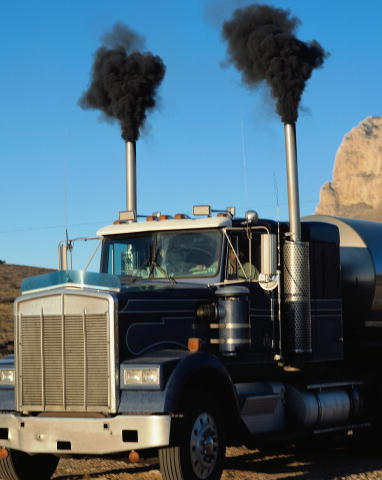
Un camió amb motor dièsel emet gasos d'escapament rics en partícules negres en arrencar el motor.

## Composició
Els gasos de combustió que s'emeten estan formats, la major part, per nitrogen (N₂), vapor d'aigua (H₂O) i diòxid de carboni (CO₂), els quals no són tòxics o nocius, tot i que el diòxid de carboni és generalment reconegut com un gas amb efecte d'hivernacle que contribueix a l'escalfament global. I una part relativament petita d'aquests gasos la constitueixen substàncies tòxiques com ara el monòxid de carboni (CO), hidrocarburs (CxHy o "HC"), òxids de nitrogen (NOx) i partícules de matèria (sobretot el sutge).
El monòxid de carboni es dona quan hi ha poc oxigen disponible per a la combustió i llavors no s'arriba a cremar tot el carboni del combustible completament, donant lloc a una combustió incompleta. Aquest gas és mortal per als éssers vius en concentracions elevades.
Els hidrocarburs provenen del combustible que queda sense cremar. És nociu, cancerigen i irritant.
Els òxids de nitrogen esdevenen de la combinació del nitrogen amb l'oxigen degut a les altes temperatures i pressions a les que s'arriben dins del motor. Aquests òxids de nitrogen són irritants a l'aparell respiratori i el poden danyar greument.

## Tipus de motors que generen gasos de combustió
La quantitat emesa dels components dels gasos de combustió variarà segons el motor que es fa servir.
1. Crema de carbó: són els gasos de xemeneies que s'emeten per un tub vertical de canal de les grans insdustries.
2. Motors de vapor: són motors de combustió externa, que fan servir el vapor d'aigua com a font energia.
3. Motor a reacció: són els motors de combustió interna i són els que utilitzen els avions.
4. Motors turbina de gas
5. Motors d'encesa per guspira: són motors de combustió interna, motors de benzina on el procés de combustió s'encén per una espurna d'una bugia d'encesa.
6. Motors dièsel: són motors d'encesa per compressió, on la calor generada per la compressió és suficient per iniciar el procés de combustió, sense necessitat de qualsevol espurna externa.

La composició dels gasos de combustió varia segons si és un motor de petroli o dièsel. Els nivells dels components són els següents:

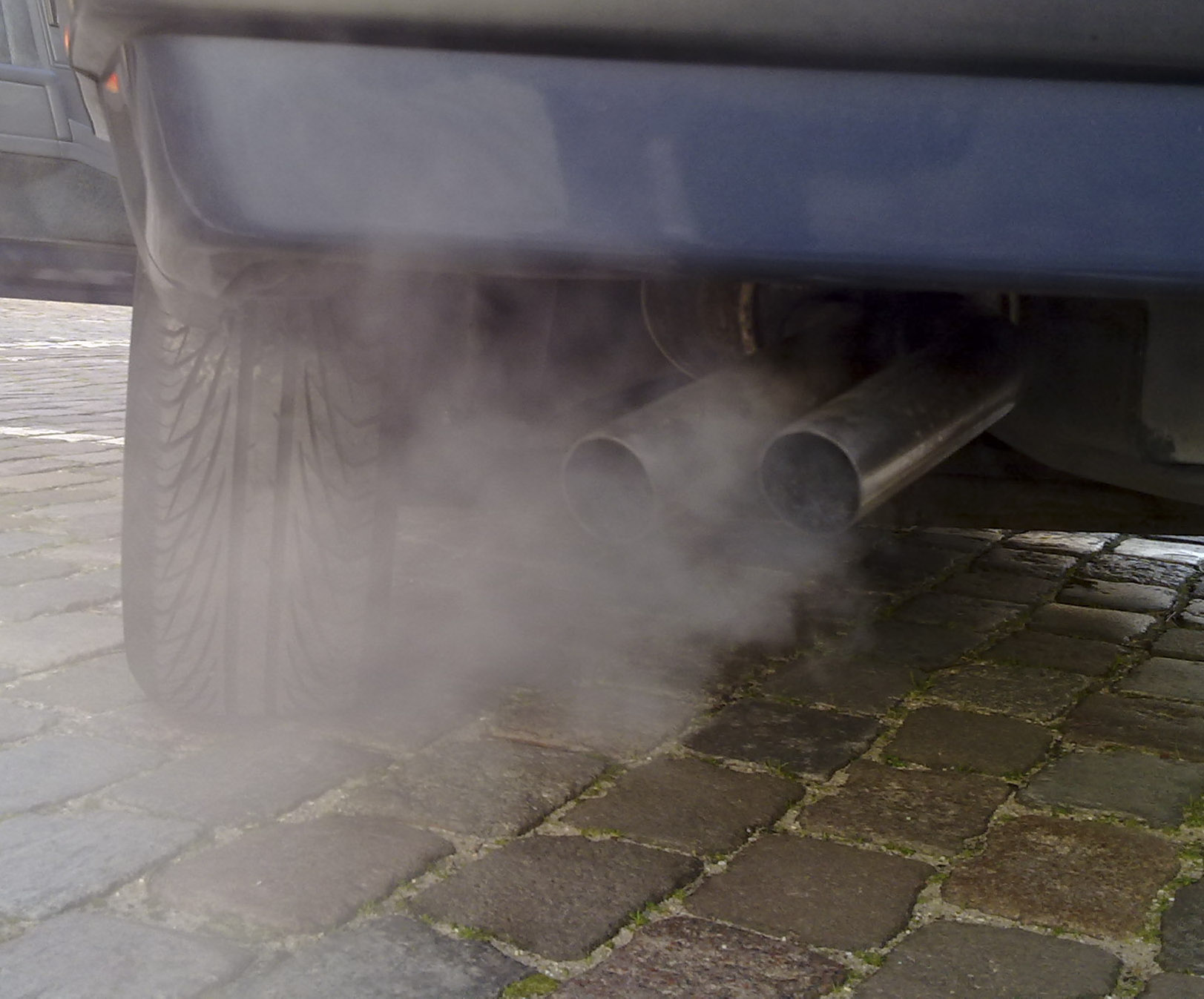
Gasos d'escapament d'automòbils

| Petroli           | Petroli     | Dièsel     | Dièsel      |
| Components        | % del total | Components | % del total |
| ----------------- | ----------- | ---------- | ----------- |
| N₂                | 71          | N₂         | 67          |
| CO₂               | 14          | CO₂        | 13          |
| H₂O               | 12          | H₂O        | 11          |
| CO                | 1 - 2       | O₂         | 10          |
| Traces d'elements | < 0.5       |            | ~ 0.3       |
| NOx               | < 0.25      | NOx        | < 0.15      |
| CxHy              | < 0.25      | CO         | < 0.045     |
| SO₂               | traces      | PM         | < 0.045     |
|                   |             | CxHy       | < 0.03      |
|                   |             | SO₂        | < 0.03      |

| - N₂ = Nitrogen - CO₂ = Diòxid de carboni - H₂O = Aigua | - O₂ = Oxigen - CxHy (or Hx or HC) = Hidrocarburs - CO = Monòxid de carboni | - NOx = Òxids de nitrogen - SO₂ = Diòxid de sofre - PM = Partícules de matèria |

## Temperatura del gas d'escapament
La temperatura del gas de combustió és important per al funcionament del catalitzador d'un motor de combustió interna. Això no obstant, també és una mesura primària de l'estat del motor.

## Reducció de la contaminació
Les normes d'emissió se centren en la reducció de contaminants continguts en els gasos d'escapament dels vehicles, així com de xemeneies industrials de gasos de combustió i altres fonts de contaminació de l'aire com refineries de petroli, plantes de processament de gas naturals, plantes petroquímiques i plantes de producció química.
Els catalitzadors en els automòbils tenen la intenció de reduir o evitar la contaminació dels gasos d'escapament. Els depuradors dels vaixells tenen l'objectiu d'eliminar el diòxid de sofre (SO₂) dels gasos d'escapament marins.
Un dels avantatges que s'atribueixen a avançades tecnologies de màquines de vapor és que produeixen petites quantitats de contaminants tòxics (per exemple, òxids de nitrogen) i assoleixen la mateixa potència que els motors de gasolina i dièsel. Produeixen grans quantitats de diòxid de carboni, però menys monòxid de carboni a causa d'una combustió més eficient.